# Ironus macramphis
Ironus macramphis är en rundmaskart som beskrevs av Stekhoven och Teunissen 1938. Ironus macramphis ingår i släktet Ironus och familjen Ironidae. Inga underarter finns listade i Catalogue of Life.